# Бистре (Бещадський повіт)
Би́стре (також Би́стрий, пол. Bystre) — село в Польщі, у гміні Чорна, село Бещадського повіту Підкарпатського воєводства Республіки Польща. Знаходиться недалеко від кордону з Україною і Словаччиною. Колишнє бойківське село, у рамках договору обміну територіями 1951 року, все українське населення насильно переселено, зокрема до колгоспу Врадіївського району (тепер Миколаївської області). Населення — 59 осіб (2011).

## Історія
Бистре засноване в XVI столітті як королівське село на волоському праві в рамках політики на заселення регіону, що її провадила королева Бона, отримавши Самбірську економію в посаг. Разом з дев'ятьма іншими селами волоського права Бистрий належав до так званої Липецької країни.
До 1918 року село було у складі Австро-Угорської Імперії. У міжвоєнний період тут діяли три водні млини і нафтова копальня. Також мешкав каменяр, який витесав чисало навколишніх надгробків і придорожніх хрестів.
У 1921 році в Бистрому було 92 будинки і 469 мешканців (451 греко-католиків, 8 римо-католиків, 10 юдеїв).
У міжвоєнний період входило до ґміни Ломна Турківського повіту Львівського воєводства.
У 1939 році в селі проживало 620 мешканців, з них 605 українців-грекокатоликів, 5 поляків і 10 євреїв.

### Примусове переселення 1951року

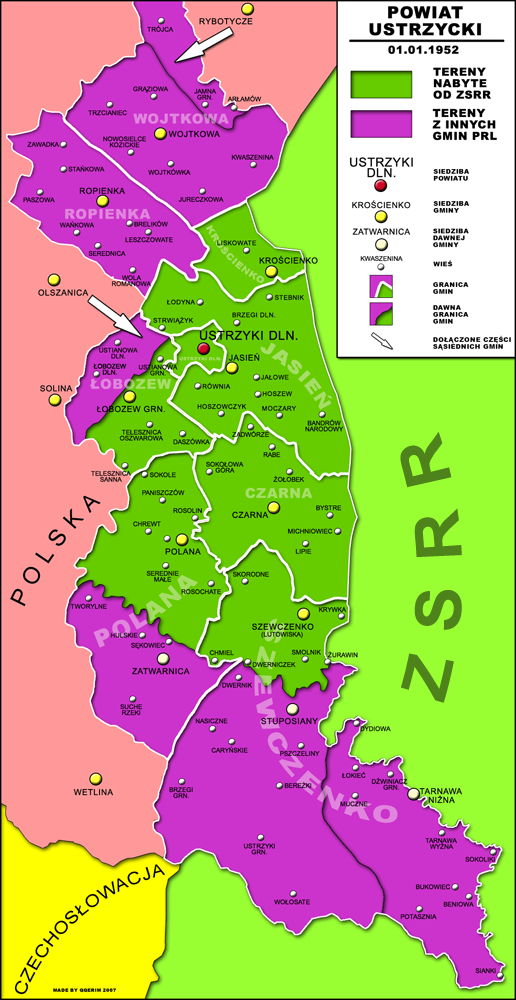
Адміністративна карта новоутвореного Устрицького повіту, січень 1952 року

З 1944 по 1951 рік село належало до Стрілківського району Дрогобицької області УРСР. У 1951 році, після обміну територіями, з села насильно переселено 98 сімей (490 осіб) у села Новопавлівка та Іванівка, зокрема в колгосп ім. Карла Маркса Врадіївського району (тепер Миколаївської області) — 90 сімей.
У 1975-1998 роках село належало до Кросненського воєводства.

## Демографія
Демографічна структура станом на 31 березня 2011 року:
|          | Загалом | Допрацездатний вік | Працездатний вік | Постпрацездатний вік |
| -------- | ------- | ------------------ | ---------------- | -------------------- |
| Чоловіки | 35      | 9                  | 24               | 2                    |
| Жінки    | 24      | 4                  | 15               | 5                    |
| Разом    | 59      | 13                 | 39               | 7                    |

## Пам'ятки

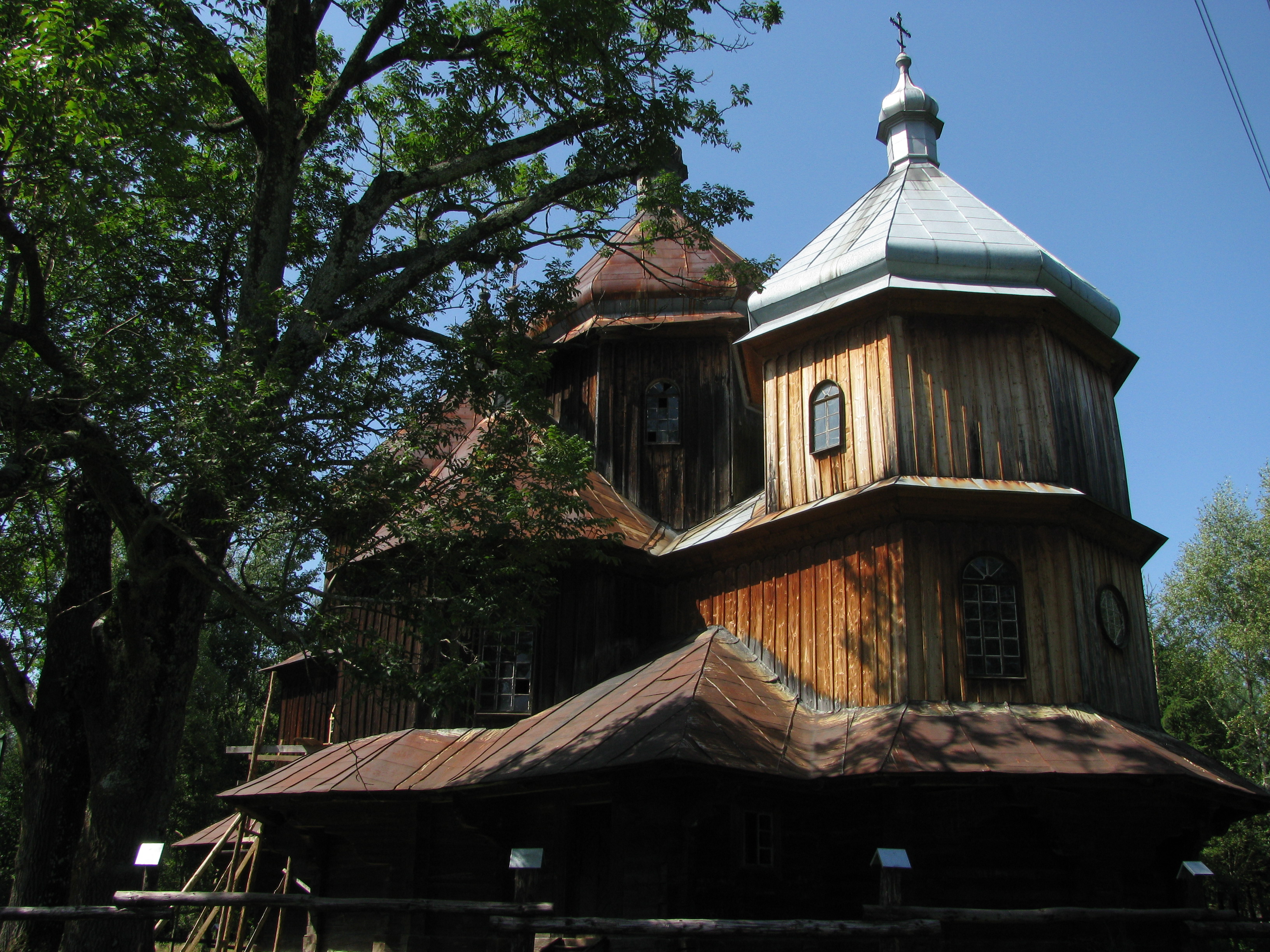
Церква Михаїла Архангела в Бистрому

### Дерев'яна церква Михаїла Архангела
В селі перша церква була збудована близько 1607 року, а друга — в 1681 році.
Одна церква не існувала вже в XIX столітті, на місці другої у центрі села збудована у 1902 році греко-католицька парафіяльна церква Михаїла Архангела. Церква збудована в народному українському стилі за проектом львівського архітектора Василя Нагірного. Після 1951 року не використовувалась і зазнала часткового руйнування.
Церква входить до туристичного маршруту «Шлях дерев’яної архітектури».

### Старий цвинтар
У Бистрому — один з найгарніших старих цвинтарів у Бескидах, де збереглося 13 оригінальних надгробків роботи місцевого каменяра. Є також 7 кам'яних придорожніх хрестів. Бистрий разом з сусіднім Михнівцем є осередком народного каменярства.